# Woofy
Woofy è una serie animata franco-canadese prodotta dalla Alphanim nel 2004.